# Kleopatra Berenike III.
Kleopatra Berenike III. (altgriechisch Κλεοπάτρα Βερενίκη Kleopátra Bereníkē; * um 120 v. Chr.; † 80 v. Chr.) war als älteste Tochter Ptolemaios’ IX. Soter II. und Kleopatras IV. eine aus der Dynastie der Ptolemäer stammende ägyptische Königin.

## Leben
Kleopatra Berenike III. führte ursprünglich nur den Namen Berenike. Ptolemaios X. Alexander I. übernahm nach dem Tod seiner Mutter Kleopatra III. (Oktober 101 v. Chr.) die Alleinherrschaft über Ägypten. Spätestens damals heiratete er seine Nichte Berenike, die nach dem Zeugnis von Papyri im Jahr 91/90 v. Chr. den zusätzlichen Thronnamen Kleopatra annahm. Sie gebar ihrem Gatten eine Tochter, deren Name nicht überliefert ist. Das Königspaar erfuhr als Theoi Philometores Soteres (= „Mutterliebende Rettergötter“) kultische Verehrung. Darüber hinaus führte Kleopatra Berenike III. allein den Kulttitel Thea Philadelphos (= „Bruderliebende Göttin“). Ihr Name erscheint in den Datierungen der Urkunden hinter jenem ihres Gemahls, wobei ihre Bezeichnung als „Schwester“ nicht im strengen Sinn des Wortes, sondern als Titulargebrauch zu verstehen ist.
Anfang 88 v. Chr. wurde Ptolemaios X. durch einen Aufstand aus Alexandria vertrieben. Kleopatra Berenike III. begleitete mit ihrer Tochter ihren Gatten, als dieser neue Truppen aufstellen wollte. Nach einer verlorenen Seeschlacht floh Ptolemaios X. mit seiner Gattin und Tochter nach Myra in Lykien und kam bei einem Eroberungsversuch Zyperns ums Leben.
Sein älterer Bruder, Ptolemaios IX., der bereits 116–107 v. Chr. Mitregent seiner Mutter Kleopatra III. gewesen war, konnte nun erneut unangefochten die Herrschaft über Ägypten ausüben. Kleopatra Berenike III. kehrte bald nach dem Tod ihres Gemahls, wohl noch 88 v. Chr., nach Ägypten zurück und fungierte als Mitregentin ihres Vaters. Sie legte nun den nicht mehr passenden Kulttitel Thea Philadelphos ab und nahm stattdessen jenen einer Thea Philopator (= „Vaterliebende Göttin“) an. In Athen wurden Bronzestatuen von Ptolemaios IX. und Kleopatra Berenike III. nebeneinander aufgestellt.
Als Ptolemaios IX. etwa Ende 81 v. Chr. oder Anfang 80 v. Chr. starb, wurde Kleopatra Berenike III. zunächst alleinige Herrscherin des Nillandes. Ihre drei nächsten männlichen Verwandten befanden sich zu diesem Zeitpunkt nicht in Ägypten. Allerdings wurde sie nach rund sechs Monaten von den Alexandrinern – denen angeblich eine alleinige Frauenherrschaft nicht gefiel – dazu gebracht, ihren aus Rom herbeigerufenen Stiefsohn Ptolemaios XI. Alexander II. zu heiraten. Dieser war dem in Rom diktatorisch herrschenden Sulla verpflichtet, der sich mit seiner Zustimmung zur Ehe wohl Einfluss auf die ägyptische Regierung sichern wollte. Der Althistoriker Werner Huß glaubt, dass diese Vermählung zunächst die Billigung Kleopatra Berenikes III. gefunden habe. Sie war bedeutend älter als ihr Stiefsohn und wollte ihre Macht anscheinend nicht genügend mit ihm teilen. So ließ er sie etwa im Juni 80 v. Chr. nach 18 oder 19 Tagen Ehe ermorden. Sie hatte aber im Volk große Popularität genossen. Daher löste ihre Beseitigung in Alexandria einen Aufstand aus, in dessen Verlauf Ptolemaios XI. kurz darauf getötet wurde.

## Rezeption
Das Schicksal von Kleopatra Berenike III. wurde in der Oper Berenice von Georg Friedrich Händel vertont.